# Catalunya Experience
Catalunya Experience és un programa de televisió de TV3 on diferents convidats d'arreu del món viatgen a Catalunya, acompanyats per l'amfitriona Ivana Miño, descobrint els millors paisatges, festes i tradicions del país per sorpresa.
Amb efectes visuals innovadors, fent servir drons i timelapses, s'ofereix un estil cinematogràfic que intenta imitar les sensacions dels protagonistes, que solen ser gent influent a les xarxes socials: instagramers, escriptors, bloguers, presentadors de televisió… com que els convidats parlen en anglès hi ha la possibilitat de veure el programa doblat o subtitulat.
La primera temporada, de 12 episodis, es va estrenar el 30 de setembre de 2015 i va aconseguir una audiència mitjana de 306.000 espectadors i un share del 10,9%. Tot i que els resultats eren lleugerament inferiors als habituals de la cadena, els bons resultats entre el públic jove, un 13,2% de share entre els 13 i 24 anys, va aconseguir que es rodés una segona temporada. L'estrena de la segona temporada va ser el 5 d'octubre de 2016 i va durar 10 episodis, amb un final resum.
Abans de ser un programa era una iniciativa a mode de hashtag creada el 2012 per l'Agència Catalana de Turisme juntament amb comunitat catalana d'Instagramers per promoure Catalunya a les xarxes socials.

## Capítols
La sèrie en total té 22 episodis dividits en dues temporades, de 12 i 10 capítols respectivament. Per fer les gravacions espectaculars d'alguns dels indrets de Catalunya que s'ensenyaven al programa es va fer servir un dron DJIS1000, d'1,3 metres de diàmetre. L'actriu Ivana Miño va confirmar que no hi hauria una tercera temporada, el 14 de gener de 2017 en una entrevista de ràdio a RAC1.

### Primera temporada
1. Trevor i Cori (Alt Empordà i Garrotxa). Emès el 30/09/2015.
2. Allan (Pallars Jussà i la Noguera). Emès el 07/10/2015.
3. Jarek i Beata (Caldes de Montbui, la Costa Brava i Barcelona). Emès el 21/10/2015.
4. Annabel (Montserrat, Núria, Barcelona i Vilanova i la Geltrú). Emès el 28/10/2015.
5. Manu i Arturo (Girona i Terres de l'Ebre). Emès el 11/11/2015.
6. Nigel (Barcelona, Verges, Ullastret i Tarragona). Emès el 18/11/2015.
7. Puan (Barcelona, El Catllaràs, Pedraforca, Queralt i Berga). Emès el 25/11/2015.El Pedraforca és un dels escenaris visitats per la Puan, Putri Anindya, una jove instagrammer d'Indonèsia.

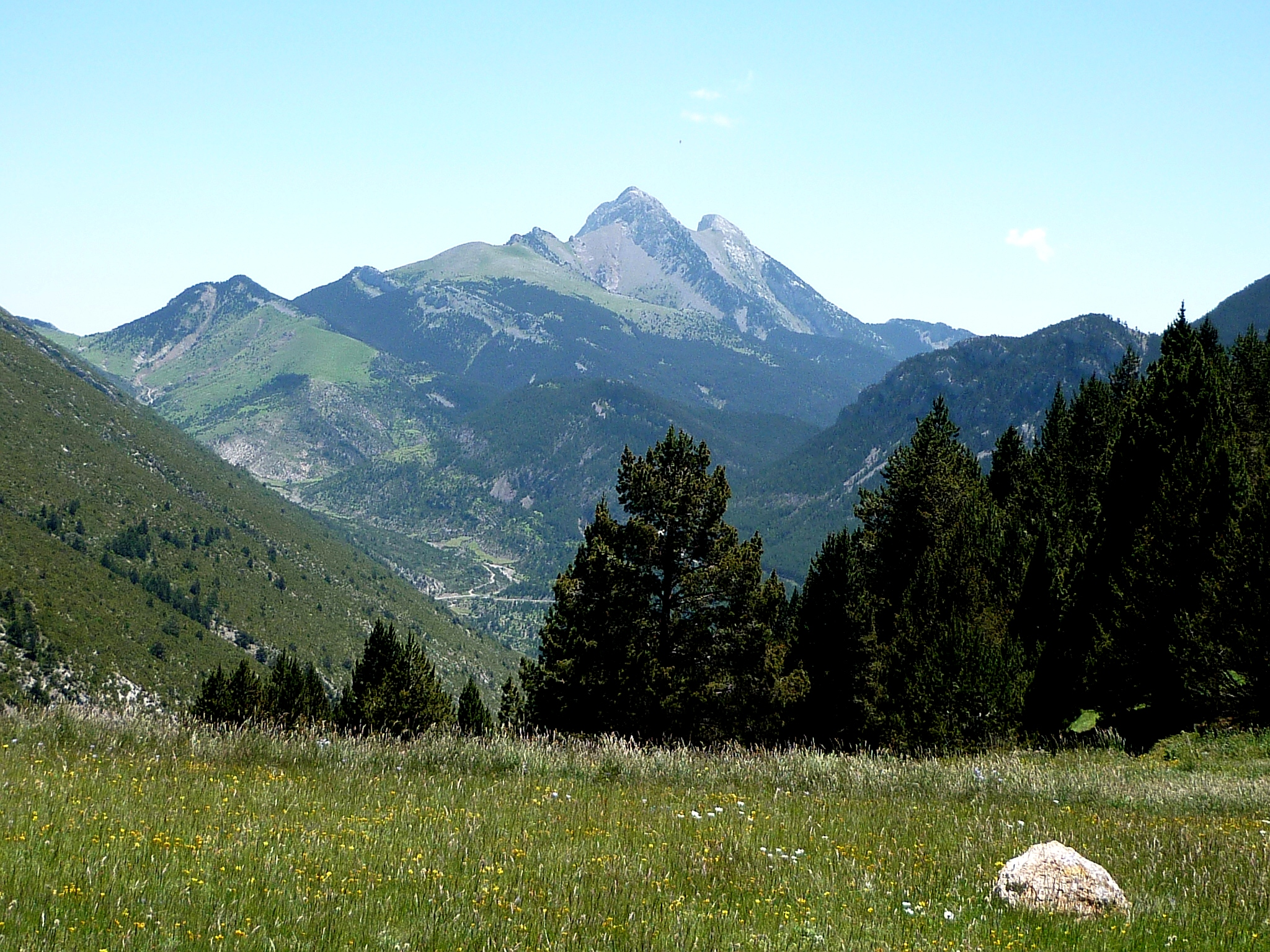
El Pedraforca és un dels escenaris visitats per la Puan, Putri Anindya, una jove instagrammer d'Indonèsia.

8. Corno (Circuit de Montmeló, Lleida, Boumort i les falles del Pallars). Emès el 02/12/2015.
9. Mash i Tassy (Penedès, Priorat i Tarragona). Emès el 16/12/2015.
10. Meruschka (Vall d'Aran i Corbera de Llobregat). Emès el 23/12/2015.
11. Família Toulat (Museu del Barça, la Pobla de Segur, Aigüestortes, Taüll i Circ Cric). Emès el 30/12/2015.
12. Resum 1a temporada. Emès el 06/01/2016.

### Segona temporada

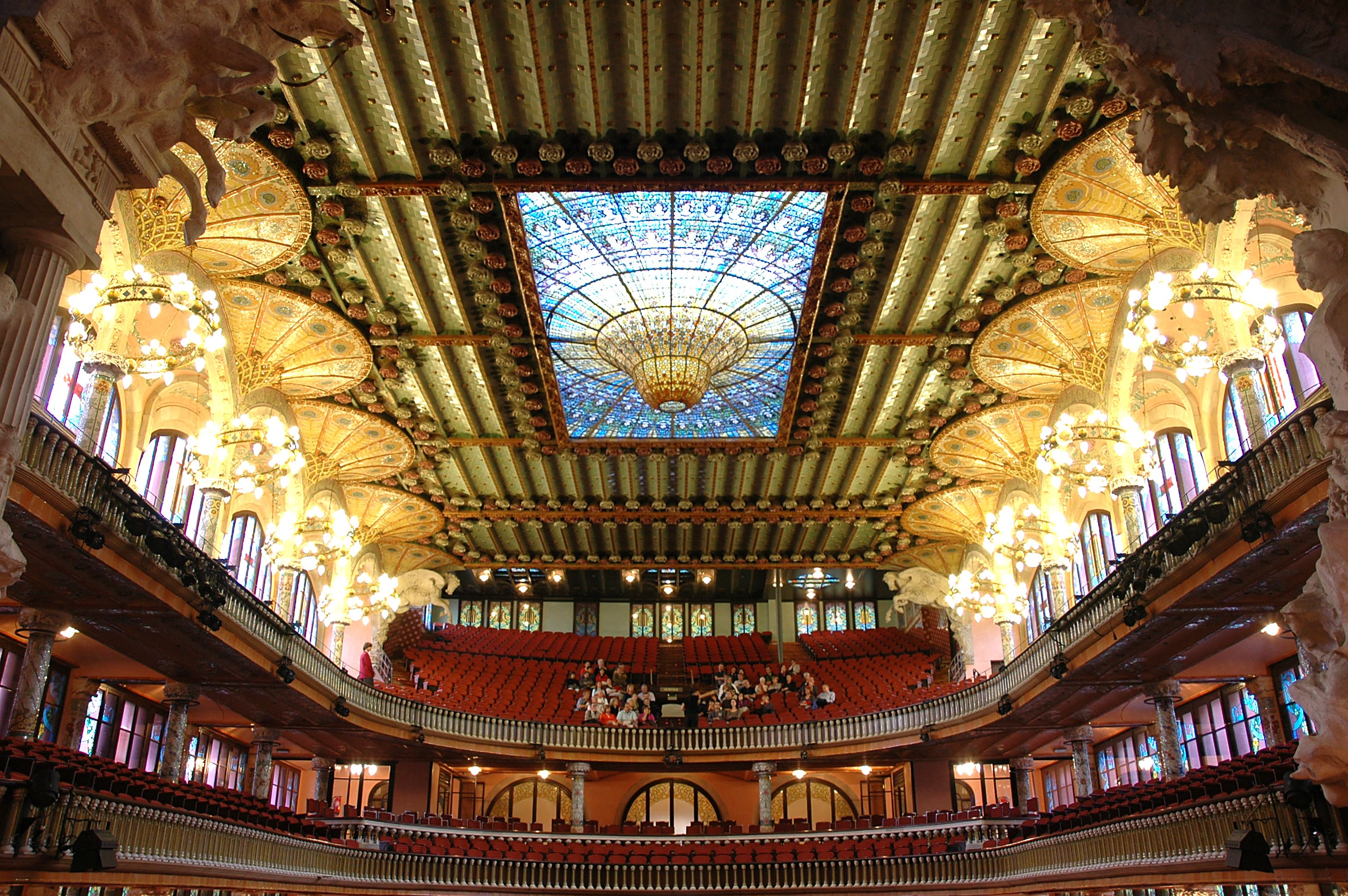
Angela May, una periodista de Lonely planet visitarà els edificis més emblemàtics de Barcelona, com el Palau de la Música.

A la segona temporada les persones que acompanyen a la Ivana no són tots famosos sinó que alguns venen per un vessant més emocional. Per exemple, dos nets d'un brigadista internacional anglès seran convidats a fer una ruta al paratge físic on va viure i lluitar el seu avi. En total la segona temporada consta de 10 episodis, sent l'últim episodi un resum:
1. Germans Green (Escenaris de la batalla de l'Ebre i el Priorat). Emès el 05/10/2016.
2. Dani i Jota (Lluçanès, Alt Urgell i les Rambles). Emès el 12/10/2016.
3. Angela May (Palau de la Música, Maresme i el Celler de Can Roca). Emès el 26/10/2016.
4. Gareth (Osona, Barcelona i Ral·li Barcelona-Sitges). Emès el 3/11/2016.
5. Alexis (Barcelona, Costa Daurada i Colònia Güell). Emès el 9/11/2016.
6. Yannik i Catherine (El Solsonès, Carnaval de Solsona i Cardona). Emès el 16/11/2016.
7. Robert Englund (Barcelona, Besalú i les Santes de Mataró). Emès el 30/11/2016.
8. M. Jean i Kelly (Montseny, Font de Montjuïc i trobada de globus d'Igualada). Emès el 7/12/2016.
9. Rick Hansen (Monestir de Poblet, Hospital de Sant Pau i Sitges). Emès el 14/12/2016.
10. Resum 2a temporada. Emès el 21/12/2016.